# 인플레이션세
인플레이션세(Inflation Tax)란 인플레이션이 곧 국민이 부담해야 하는 세금과도 같은 작용을 한다는 뜻이다. 이 의미를 온전히 이해하기 위해서는 정부가 지출을 늘리는 수단에 대해 먼저 알아야 한다.
정부가 정부지출을 증가시키기 위해 사용할 수 있는 방법은 크게 세 가지가 있다. 첫째, 국공채의 발행이다. 일정기간 동안 이자를 지급하고 약속한 기간이 만료되면 액면가를 지급한다는 보증서를 민간에 판매함으로써 정부는 ‘약속이 적힌 종이’와 실제 화폐를 바꾸어 지출을 늘릴 수 있게 된다. 둘째, 세금을 더 거두는 것이다. 세금징수는 곧 정부의 수입을 의미하므로 늘어난 수입을 정부지출에 사용할 수 있다. 셋째, 화폐발행이다. 정부는 화폐를 발행할 권한이 있으므로 화폐를 새로이 찍어내어 그것을 정부지출에 사용할 수 있다. 정부가 화폐발행으로 얻는 이득을 세뇨리지라고 한다.
첫 번째 방법인 국공채 발행은 곧 정부의 빚이 늘어남을 의미한다. 국공채는 일정기간 후에 상환을 약속하고 민간으로부터 돈을 빌려 쓰는 것이므로 국공채 발행의 남발은 미래 세대에 큰 부담을 지우게 된다. 왜냐하면 국공채의 상환은 정부가 국공채 발행 당시에 약속한 시점의 조세부담 주체들이 떠맡아야 할 짐이기 때문이다. 두 번째 방법인 증세는 조세법정주의에 의해 반드시 의회의 승인을 거쳐야 하며 국민들의 반발 또한 거세다. 그래서 정부가 지출을 증가시키기 위해 쉽게 사용할 수 있는 방법이 마지막 세 번째 방법인 화폐 발행이다. 이는 국민으로부터의 직접적 저항도 없으며 미래세대에 부담을 지우는 것도 아니다.
그러나 화폐증발은 인플레이션을 야기한다. 인플레이션은 화폐가치의 하락을 의미하며 이는 같은 액면가의 화폐를 가지고 이전보다 더 적은 양의 상품과 교환해야 함을 의미한다. 즉, 화폐발행은 민간에 부담을 지우지 않고 정부가 지출을 늘리는 좋은 방법인 것 같지만 사실은 국민들이 직접 느낄 수 없는 방법으로 세금을 거두는 것과 같은 효과를 불러온다. 특히, 부동산과 같은 실물자산을 보유한 측은 인플레이션과 함께 자신들의 자산 가격도 동반 상승하므로 큰 부담을 느끼지 않을 수 있지만, 일당 또는 월급의 형태로 상당기간 고정된 현금소득으로 삶을 영위하는 경제주체들은 인플레이션으로 인해 실질소득이 감소하는 고통을 겪어야 한다. 화폐 증발로 인해 발생하는 인플레이션이 경제적 약자들에게 더 무거운 세금을 부과하는 꼴이다.